# Liste der Biografien/Monc
Liste der Biografien |
Portal Biografien |
Personensuche
# |
A |
B |
C |
D |
E |
F |
G |
H |
I |
J |
K |
L |
M |
N |
O |
P |
Q |
R |
S |
T |
U |
V |
W |
X |
Y |
Z |
?
 
Ma |
Mb |
Mc |
Md |
Me |
Mf |
Mg |
Mh |
Mi |
Mj |
Mk |
Ml |
Mm |
Mn |
Mo |
Mp |
Mq |
Mr |
Ms |
Mt |
Mu |
Mv |
Mw |
Mx |
My |
Mz
 
Moa |
Mob |
Moc |
Mod |
Moe |
Mof |
Mog |
Moh |
Moi |
Moj |
Mok |
Mol |
Mom |
Mon |
Moo |
Mop |
Moq |
Mor |
Mos |
Mot |
Mou |
Mov |
Mow |
Mox |
Moy |
Moz
 
Mona |
Monb |
Monc |
Mond |
Mone |
Monf |
Mong |
Monh |
Moni |
Monj |
Monk |
Monl |
Monm |
Monn |
Mono |
Monr |
Mons |
Mont |
Monu |
Monv |
Mony |
Monz
Die Liste der Biografien führt alle Personen auf, die in der deutschsprachigen Wikipedia einen Artikel haben. Dieses ist eine Teilliste mit 100 Einträgen von Personen, deren Namen mit den Buchstaben „Monc“ beginnt.

## Monc

### Monca
- Moncada Tapia, José María (1870–1945), nicaraguanischer Politiker, Präsident des Landes (1929–1932)
- Moncada, Alberto (* 1930), spanischer Soziologe und promovierter Jurist
- Moncada, Daniel (* 1980), honduranischer Schauspieler
- Moncada, Guillermo (1840–1895), kubanischer General
- Moncada, Hugo de (1476–1528), spanischer Adliger, Politiker und Militär
- Moncada, Jesús (1941–2005), spanischer Schriftsteller
- Moncada, Luca (* 1978), italienischer Ruderer
- Moncada, Luis (* 1977), honduranischer Schauspieler
- Moncada, Luís Cabral de (1888–1974), portugiesischer Rechtsphilosoph
- Moncada, Óscar (* 1977), honduranischer Fußballschiedsrichter
- Moncada, Salvador (* 1944), britisch-honduranischer Pharmakologe
- Moncassin, Frédéric (* 1968), französischer Radrennfahrer
- Moncayo, Gustavo (1952–2022), kolumbianischer Pazifist
- Moncayo, José Pablo (1912–1958), mexikanischer Komponist
- Moncayo, Susanna, argentinische Mezzosopranistin
- Moncayo, Wilson (1944–2012), ecuadorianischer Geistlicher, römisch-katholischer Bischof von Santo Domingo de los Colorados

### Monce
- Monceau de Tignonville, Jeanne de (1555–1596), Mätresse des französischen Königs Heinrich IV.
- Moncebáez, José (1918–2009), mexikanischer Fußballtorwart und -trainer
- Moncek, Michael, US-amerikanischer Pokerspieler
- Moncel, Robert (1917–2007), kanadischer Generalleutnant
- Moncelet, Olivier (* 1970), französischer Ruderer
- Moncey, Bon-Adrien-Jeannot de (1754–1842), französischer General und Marschall von Frankreich

### Monch
- Mönch von Salzburg, spätmittelalterlicher Dichter von weltlichen und geistlichen Liedern
- Mönch von Weingarten, Benediktinermönch und Chronist
- Mönch, Antonius (1870–1935), deutscher römisch-katholischer Weihbischof
- Mönch, Bettina (* 1981), deutsche Musicalsängerin
- Mönch, Erich (1905–1977), deutscher Künstler, Gründer der Pfadfinderschaft Grauer Reiter
- Mönch, Günther (1902–1988), deutscher Physiker
- Mönch, Harry (* 1925), deutscher Politiker (SED) und Gewerkschafter (FDGB)
- Mönch, Heinrich (* 1859), deutscher Bauingenieur und Baubeamter der Kaiserlichen Marine
- Mönch, Johann Jakob (1786–1874), Unternehmer
- Mönch, Julius (1820–1874), Unternehmer und Mitglied der Landstände des Großherzogtums Hessen
- Mönch, Konrad, sächsischer Amtshauptmann
- Mönch, Otto (1876–1954), deutscher Orgelbauer
- Mönch, Paul (1582–1637), deutscher lutherischer Theologe
- Mönch, Peter (* 1937), deutscher Schauspieler
- Mönch, Regina (* 1953), deutsche Journalistin
- Mönch, Ronald (1942–2025), deutscher Jurist
- Mönch, Ruth (1926–2000), deutsche Schauspielerin, Sängerin und Moderatorin
- Mönch, Viktoria (* 1941), deutsche Pharmazeutin
- Mönch, Walter (1874–1920), deutscher Kapitän zur See der Reichsmarine
- Mönch, Walter (1905–1994), deutscher Romanist
- Mönch, Xaver (1843–1907), deutscher Orgelbauer
- Mönch-Erdene, Urantschimegiin (* 1982), mongolischer Boxer
- Mönch-Tegeder, Maria (1903–1980), deutsche Dichterin
- Mönch-Tegeder, Theo (1953–2018), deutscher Journalist, Verleger und Medienmanager
- Monchablon, Jan (1854–1904), französischer Maler
- Monchablon, Tristan (* 1976), dominicanischer Skilangläufer
- Mönchdsajaa, Bajartsogtyn (* 1993), mongolische Langstreckenläuferin
- Moncheur, Ludovic (1857–1940), belgischer Diplomat
- Monchi-Zadeh, Davoud (1914–1989), iranischer Iranist, Gründer der SUMKA-Partei
- Monchi-Zadeh, Ebrahim (1879–1918), iranischer Revolutionär und Konstitutionalist
- Mönchmeier, Daniel (1582–1635), deutscher Pädagoge und evangelischer Theologe
- Moncho, Vicente (* 1939), argentinischer Komponist und Geiger
- Monchu (* 1999), spanischer Fußballspieler
- Monchy, Charles de († 1658), französischer Aristokrat und Militär, Marschall von Frankreich
- Monchy, Salomon de (1716–1794), niederländischer Mediziner und Stadtarzt von Rotterdam

### Monck
- Monck, Charles, 4. Viscount Monck (1819–1894), britischer Kolonialbeamter, Generalgouverneur von Kanada und Politiker, Mitglied des House of Commons
- Monck, Christopher, 2. Duke of Albemarle (1653–1688), britischer Peer, Politiker und Kolonialverwalter
- Monck, George, 1. Duke of Albemarle (1608–1670), englischer General und AdmiralGeorge Monck, 1. Duke of Albemarle (1608–1670)

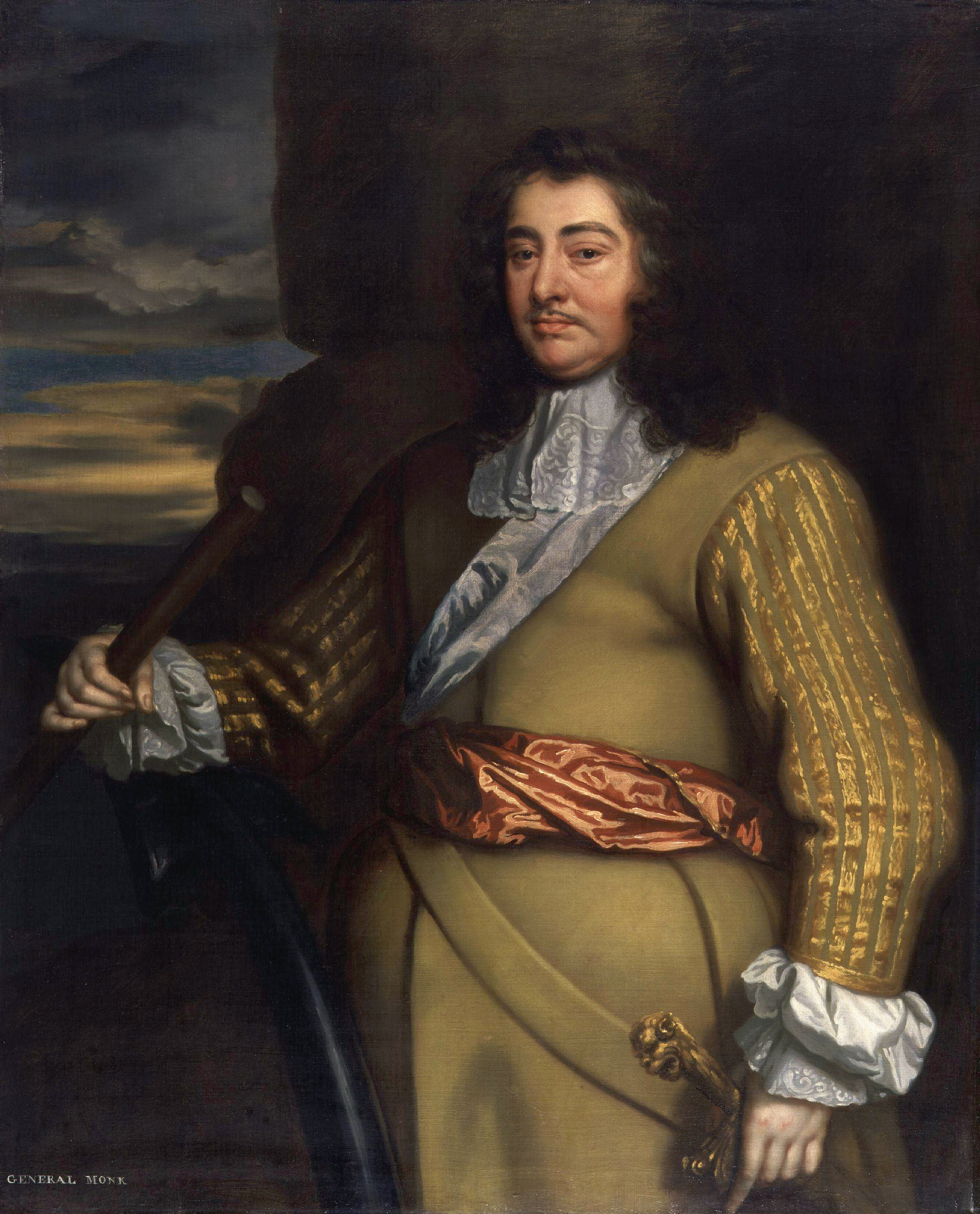
George Monck, 1. Duke of Albemarle (1608–1670)

- Mönck, Willi (1921–2015), deutscher Oberingenieur und Fachbuchautor für Holzkonstruktionen
- Mönckeberg, Carl (1807–1886), evangelisch-lutherischer Theologe und Kirchenpolitiker
- Mönckeberg, Carl (1873–1939), deutscher Jurist, Redakteur, Bühnenautor, Schriftsteller, Publizist und Kommunalpolitiker
- Mönckeberg, Georg August Carl (1816–1874), deutscher Riemer- und Sattlermeister
- Mönckeberg, Johann Georg (1766–1842), deutscher Rechtsanwalt, Bibliothekar und Senator der Freien und Hansestadt Hamburg
- Mönckeberg, Johann Georg (1839–1908), deutscher Politiker, MdHB, Erster Bürgermeister
- Mönckeberg, Johann Georg (1877–1925), deutscher Pathologe und Hochschullehrer
- Mönckeberg, Otto Wilhelm (1843–1893), Hamburger Senator und Präsident der Bürgerschaft
- Mönckeberg, Rudolf (1846–1917), deutscher Anwalt und Politiker, MdHB
- Mönckeberg-Kollmar, Vilma (1892–1985), deutsche Literaturwissenschaftlerin und Rezitatorin
- Mönckmeier, Otto (1899–1966), deutscher Wirtschaftsjurist
- Monckton, Christopher, 3. Viscount Monckton of Brenchley (* 1952), britischer Lord und Politiker
- Monckton, John (1938–2017), australischer Schwimmer
- Monckton, Patrick (1947–2020), britischer Schauspieler
- Monckton, Phil (* 1952), kanadischer Ruderer und irischer Peer
- Monckton, Robert (1726–1782), General und Gouverneur der britischen Kolonie New York
- Monckton, Walter, 1. Viscount Monckton of Brenchley (1891–1965), britischer Rechtsanwalt und Politiker (Conservative Party), Mitglied des House of Commons
- Monckton-Arundell, George, 8. Viscount Galway (1882–1943), Gouverneur von Neuseeland

### Moncl
- Monclar, Jacques (* 1957), französischer Basketballspieler

### Monco
- Monconduit, Thomas (* 1991), französischer Fußballspieler
- Monconill y Viladot, Miguel Gaspar (1891–1946), spanischer römisch-katholischer Ordensgeistlicher, Apostolischer Vikar von Caquetá
- Moncornet, Balthasar († 1668), französischer Maler, Kupferstecher, Kunsthändler und Verleger
- Moncorps, Carl (1896–1952), deutscher Dermatologe und Hochschullehrer
- Moncoutié, David (* 1975), französischer Radrennfahrer

### Moncr
- Moncrief, Sidney (* 1957), US-amerikanischer Basketballspieler
- Moncrieff, irischer Popsänger
- Moncrieff, Anna (1902–1995), kanadische Pianistin und Musikpädagogin
- Moncrieff, Karen (* 1963), US-amerikanische Regisseurin, Drehbuchautorin und Schauspielerin
- Moncrieff, Pérrine (1893–1979), britisch-neuseeländische Autorin, Naturschützerin und Amateurornithologin
- Moncrif, François-Augustin Paradis de (1687–1770), französischer Gelehrter, Autor und Mitglied der Académie française

### Moncs
- Moncsek, Mike (* 1964), deutscher Politiker (AfD)Mike Moncsek (* 1964)

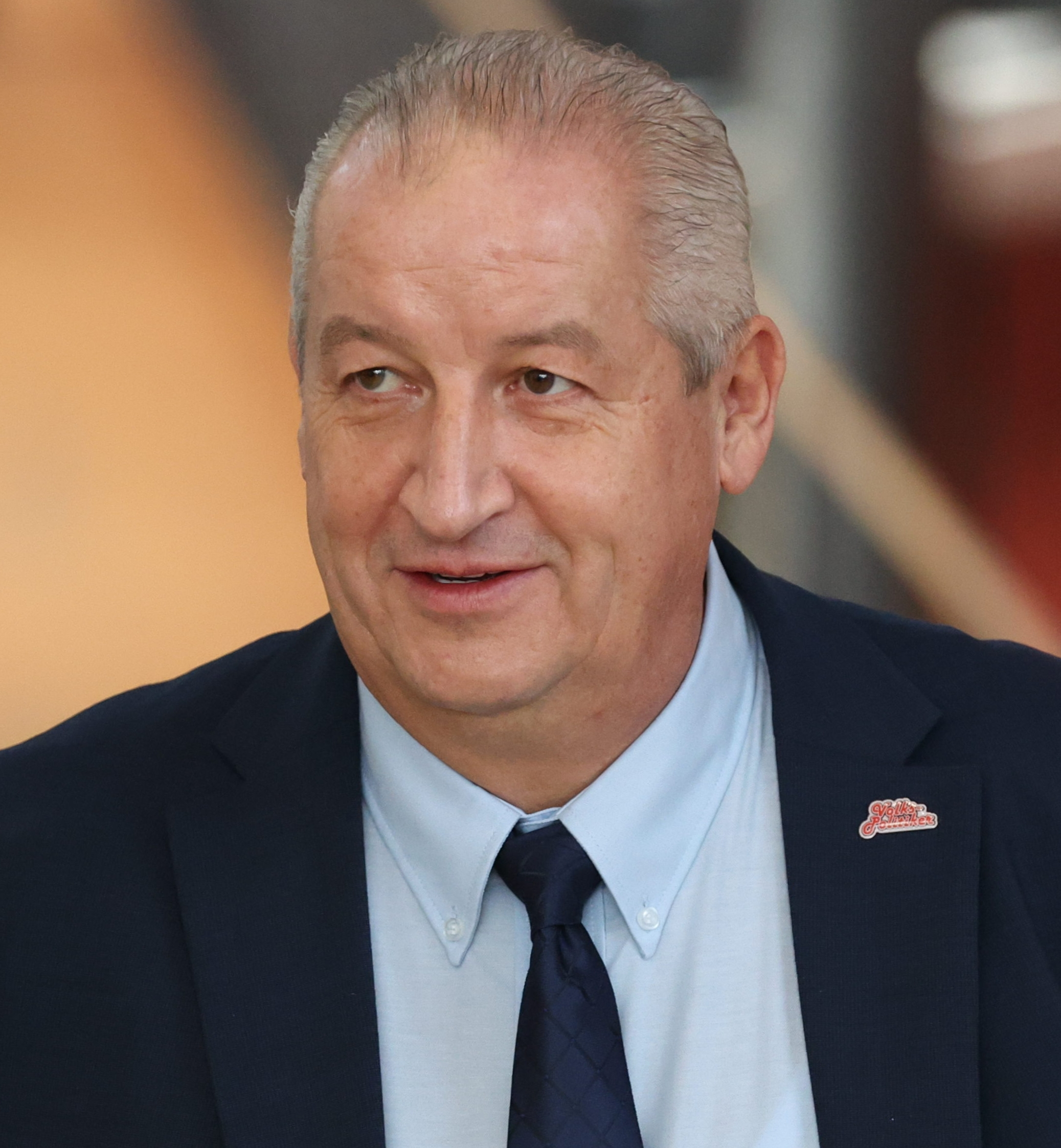
Mike Moncsek (* 1964)

### Monct
- Moncton, David E. (* 1949), US-amerikanischer Physiker

### Moncu
- Moncur, Avard (* 1978), bahamaischer Leichtathlet
- Moncur, Grachan II (1915–1996), US-amerikanischer Jazzbassist
- Moncur, Grachan III (1937–2022), US-amerikanischer Jazz-Posaunist
- Moncur, John (* 1966), englischer Fußballspieler
- Moncure, Lisa, Schauspielerin, Regisseurin und Filmproduzentin

### Moncy
- Mončys, Antanas (1921–1993), litauischer Bildhauer

### Moncz
- Monczuk, Didier (* 1961), französischer Fußballspieler
- Monczyk, Günter (* 1940), deutscher Judoka